# Worms-Leiselheim
Leiselheim est un faubourg de Worms et se trouve à quelque 4 km au nord-ouest de la ville de Worms. Autrefois le village était purement consacré à l’agriculture. Encore aujourd’hui 40 % de sa surface sont réservés aux vignes. Avec plus de 2 000 habitants, il est devenu surtout une zone résidentielle près de Worms.

## Géographie
Leiselheim se trouve sur la rive nord de la Pfrimm, sur un versant avec du fertile interfluve Lœss. Depuis la fin du XIXe siècle le village-rue (de:Straßendorf) s'est développé, suivant la direction Ouest-Est, vers les rives de la Pfrimm (zone menacée par des inondations) et vers son versant.
Dans l’Est, Leiselheim est limitrophe de Worms-Hochheim, séparé d’une zone agricole de 500 m de largeur. Sur la rive sud de la Pfrimm se situe Worms-Pfiffligheim; dans l’ouest à environ 1 km se trouve Worms-Pfeddersheim. Sur la colline nord se montre les bâtiments de la clinique de Worms (Klinikum Worms) et plus loin les nouvelles zones de Worms-Herrnsheim.
|                    |                  | Clinique de Worms et Worms-Herrnsheim |
| Worms-Pfeddersheim | Worms-Leiselheim | Worms-Hochheim                        |
|                    |                  | Worms-Pfiffligheim                    |

## Histoire
Leiselheim est mentionné pour la première fois dans deux documents de l’évêque de Worms, Burchard de Worms II de Ahorn sous le nom de « Luzilheim ». La signification de « Luzil-» est mal connue, on pense trouver des racines dans le mot « lützel » (petit) du moyen haut allemand, se référant à une petite surface ou dans le nom d’une personne « Luzilo ».
À l’origine, Leiselheim était une propriété du couvent de la cathédrale de Worms (Domstift Worms) qui le donna plus tard en fief (Lehen) à la seigneurie de Stauf (de), suivie en 1388 par celle du duc de Sponheim-Bolanden et, à partir du 1393, par le duc de Nassau-Saarbrücken. Dans un traité en 1427, l’évêché de Worms et le duc de Nassau-Saarbrücken se partageaient le droit de propriété de Leiselheim ainsi que de 8 autres villages. À la suite du fait que la part du Nassau-Saarbrücken est tombée en 1683 à la Palatinat (Kurpfalz), elle céda ses droits à l’évêché de Worms qui est depuis lors le seul propriétaire de Leiselheim. Le village a été occupé en 1794 par des troupes françaises à la suite des guerres des coalitions (Koalitionskriege). En 1815-16, Leiselheim est devenue une région du Grand-duché de Hesse (Großherzogtum Hessen).
Au 1er avril 1942, Leiselheim a perdu son indépendance et est devenu un quartier de Worms, ainsi que les villages Worms-Hernsheim, Worms-Hochheim et Worms-Weinsheim.

## Administration
Quand Leiselheim faisait encore part du Palatinat, le village était administré par un Unterfauth et les habitants l’appelaient Bürgermeister. Au moment où Leiselheim devenait terroirs français (époque napoléonienne à partir de 1798), ils élisaient le « maire » (donc en allemand « Bürgermeister ») selon le modèle français. Ce titre était également celui des successeurs jusqu’au rattachement administratif au 1er avril 1942: À partir de cette date il y avait des Ortsvorsteher avec un conseil municipal (Ortsbeirat (de)) et, bien sûr, qui ont eu moins de pouvoirs.
| Période | Période | Identité               | Étiquette | Qualité       |
| ------- | ------- | ---------------------- | --------- | ------------- |
| 1945    | 1946    | Friedrich Maria Illert | sans      | Ortsvorsteher |
| 1946    | 1960    | Berthold Schöler       | SPD       | Ortsvorsteher |
| 1960    | 1970    | Alfred Ross            | SPD       | Ortsvorsteher |
| 1970    | 1982    | Georg Prior            | FWG       | Ortsvorsteher |
| 1982    | 1988    | Dieter F. Engel        | SPD       | Ortsvorsteher |
| 1988    | 2014    | Helmut Müller          | CDU       | Ortsvorsteher |
| 2014    | --      | Johann Nock            | CDU       | Ortsvorsteher |

## Armoiries
Blason: En or une grille noire, en haut, des deux côtés, des étoiles noires.
La grille est la particularité du saint Laurent de Rome, à qui l’église protestante baroque ainsi que l’église catholique édifiée en 1933/34 sont consacrées.

## Curiosités

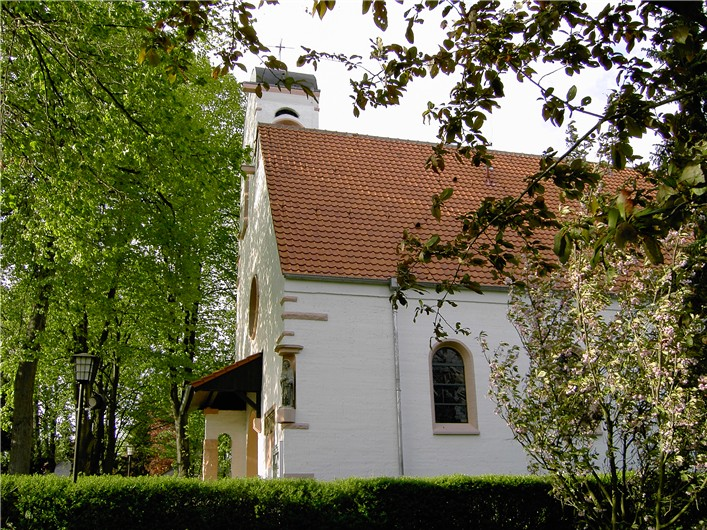
Laurentiuskirche
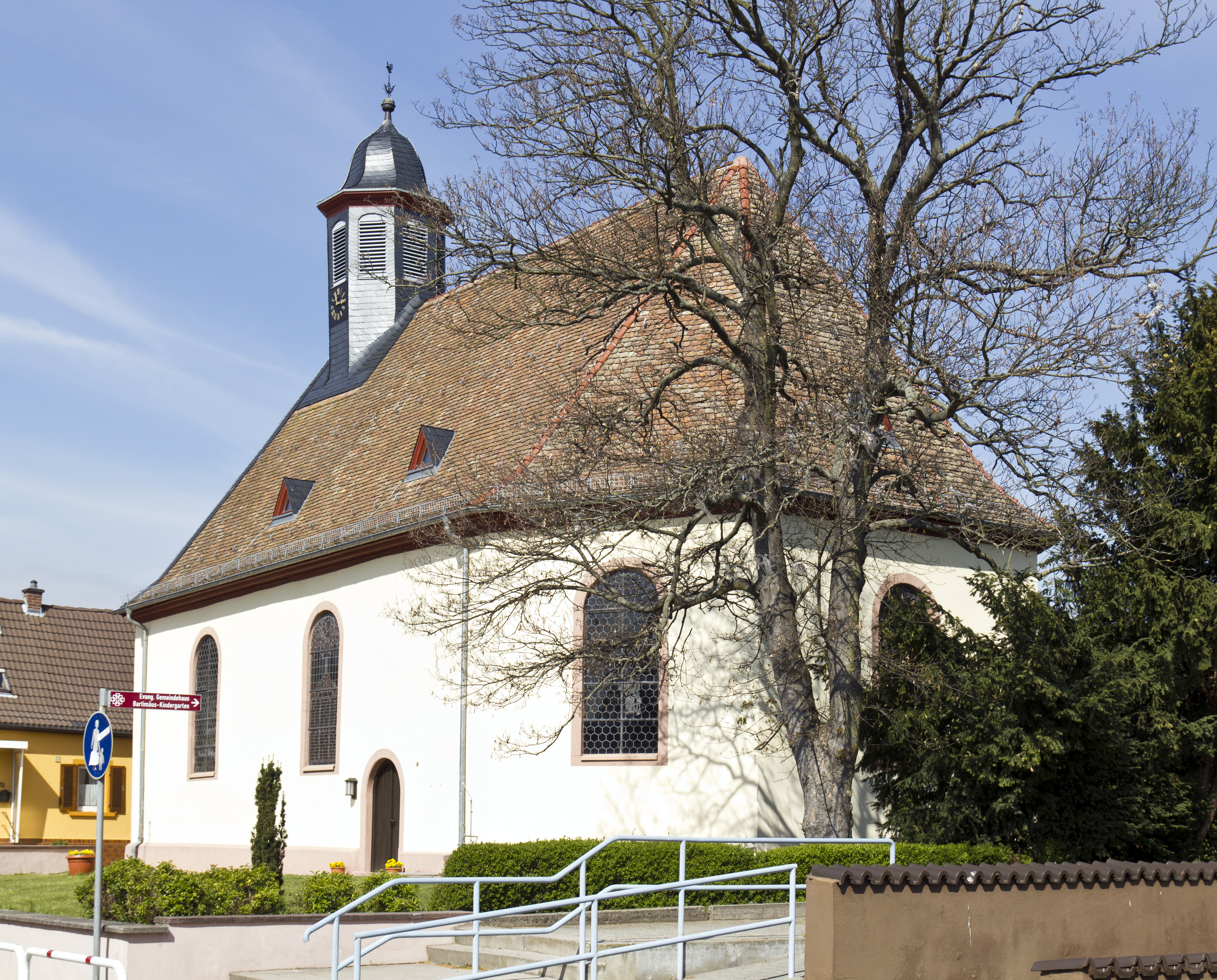
Église protestante
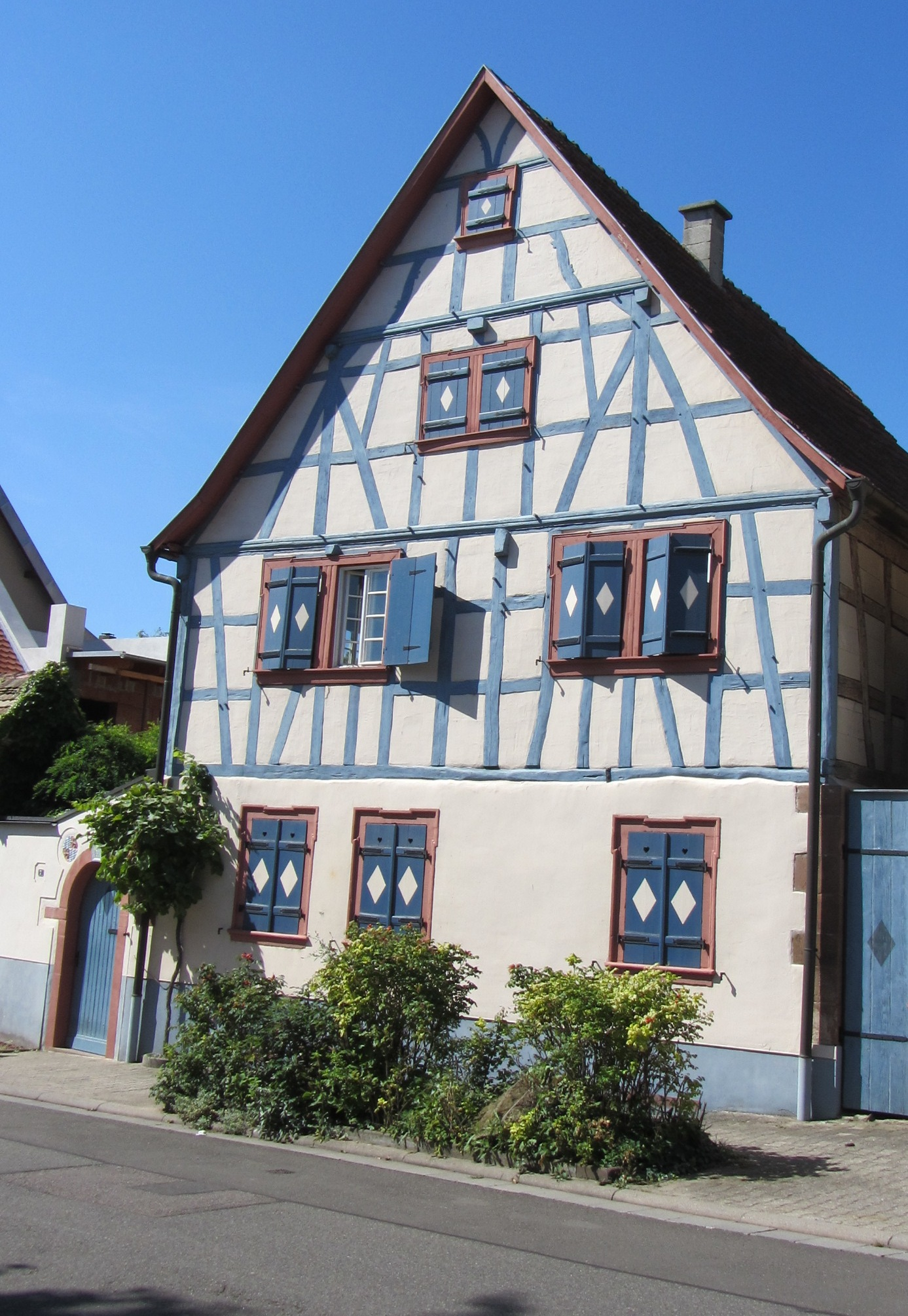
Ancienne Mairie
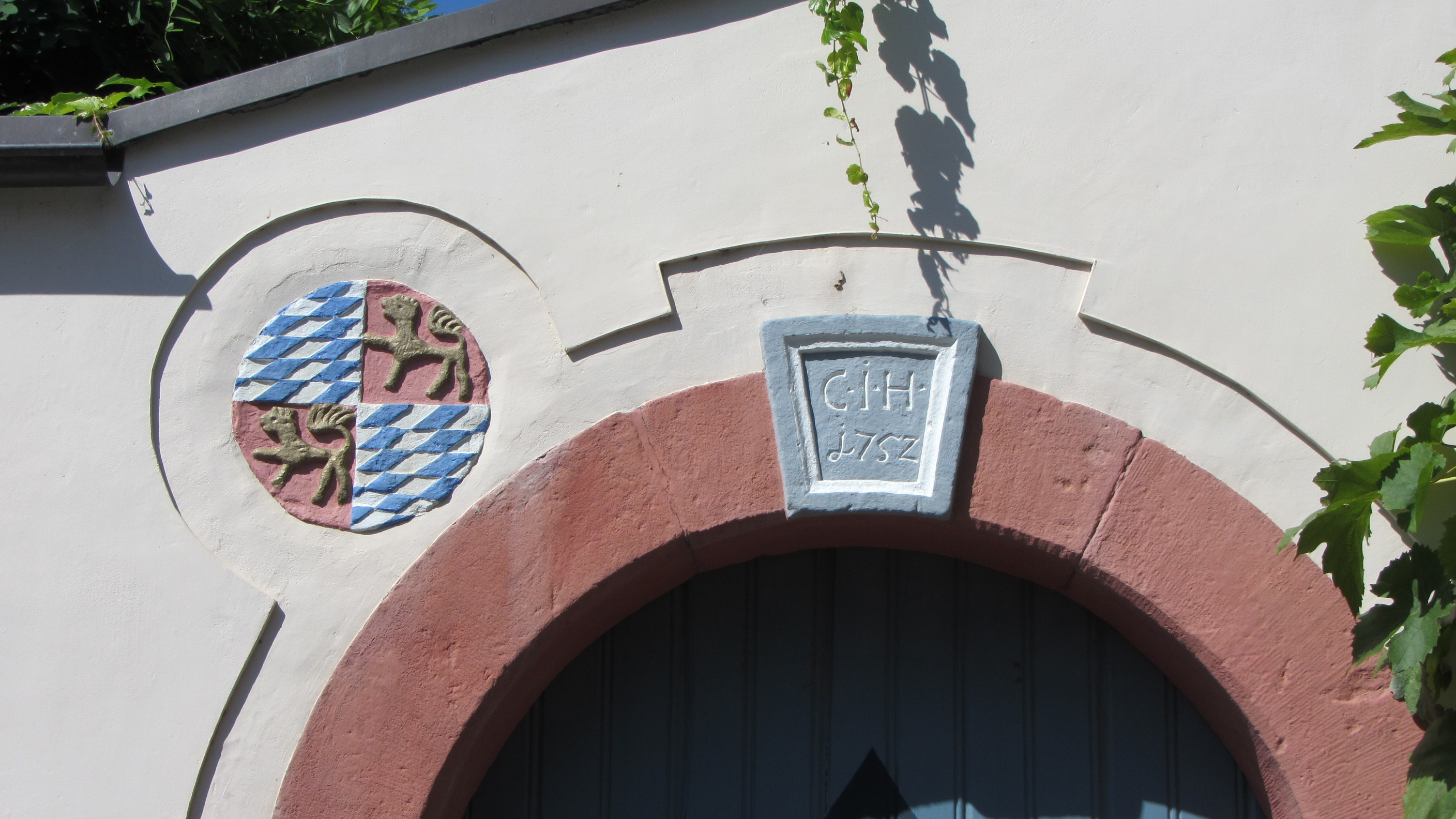
Blason et date à l'Ancienne Mairie

- Église catholique (Laurentiuskirche) construite en 1933-34 dans le « Heimatschutzstil », le style néogermanique moderne.
- Église protestante Worms-Leiselheim (Heimatschutzstil) construite en 1716 (baroque)
- Ancienne Mairie (Kurpfälzischer Amtshof), 1re moitié du XVIIIe siècle.

### Biographie
- Heinrich Keimig (de) (1913-1966), joueur de handball